# James Sutherland (Schriftsteller)
James Edward Sutherland (geboren am 25. August 1948 in Greenwich, Connecticut) ist ein amerikanischer Science-Fiction-Autor.

## Leben
Sutherland ist der Sohn des Collegelehrers Hector H. Sutherland und der Lehrerin Martha Sutherland, geborene Scofield. Er studierte am Rochester Institute of Technology, wo er 1970 mit dem Bachelor abschloss. Danach ging er als Freiwilliger des Peace Corps nach Südkorea. Ab 1974 setzte er seine Studien an der State University of New York fort.
1969 lernte Sutherland als Teilnehmer des zweiten Clarion-Workshops, eines renommierten Schreibkurses für angehende Science-Fiction-Autoren, den Autor und Herausgeber Harlan Ellison kennen, der ihn fortan förderte. Seine erste SF-Kurzgeschichte At the Second Solstice erschien 1972 in der Anthologie Clarion II. 
1974 erschien sein erster und bislang einziger Roman Stormtrack, in dem es um das Leben auf einer Raumstation vor dem Hintergrund einer übervölkerten Erde geht, als Harlan Ellison Discovery #1 bei Pyramid Books. Der Roman wurde ins Deutsche (als Signale aus dem Kosmos) und Italienische übersetzt.
Die Kurzgeschichte The Amazonas Link war als Teil von Ellisons legendärer, nie veröffentlichter dritten Dangerous Visions-Anthologie vorgesehen.

## Bibliografie
Roman
- Stormtrack (1974)
  - Deutsch: Signale aus dem Kosmos. Ullstein 2000 #96 (3154), 1975, ISBN 3-548-03154-4.

Kurzgeschichten
- At the Second Solstice (1972)
- Beside Still Waters (1972, mit Edward Bryant)
- Swords of Ifthan (1973)
- The Amazonas Link (unveröffentlicht)